# Kurt Geihs
Kurt Geihs (* 29. April 1955 in Meddersheim) ist ein deutscher Informatiker und Professor für Informatik.

## Leben
Kurt Geihs studierte von 1975 bis 1980 Informatik (Diplom) an der Technischen Universität Darmstadt und von 1980 bis 1981 Computer Science (Master) an der University of California, Los Angeles (UCLA). Im Jahr 1984 promovierte er im Fach Informatik an der RWTH Aachen bei Otto Spaniol zum Thema Leistungsbewertung von Rechnernetzen.
Von 1985 bis 1992 war er wissenschaftlicher Angestellter am European Networking Center (ENC) der IBM Deutschland GmbH in Heidelberg, wo er in den Forschungsfeldern Netzbetriebssysteme und Netzmanagement forschte und IBM in der internationalen Standardisierung von Open Distributed Processing (ODP) vertrat.
Während dieser Zeit war er 1988/89 abgeordnet an das Thomas J. Watson Research Center der IBM in Hawthorne/New York, um zur Entwicklung der Hochgeschwindigkeitskommunikation beizutragen.
Im Jahr 1992 wurde Geihs an die Goethe-Universität Frankfurt auf die Professur für Verteilte Systeme im Fachbereich Informatik berufen. Seine Forschungsschwerpunkte dort waren Middleware-Systeme und Netz- und Systemmanagement.
Im Jahr 2001 folgte er einem Ruf auf eine Stiftungsprofessur für „Intelligente Netze und Management verteilter Systeme“ im Fachbereich Elektrotechnik und Informatik der Technischen Universität Berlin mit Forschungsschwerpunkten in den Bereichen Systemmanagement und Infrastrukturen für verteilte Softwarekomponenten.
Im Jahr 2004 wurde Geihs an die Universität Kassel berufen. Er leitete dort das Fachgebiet Verteilte Systeme im Fachbereich Elektrotechnik/Informatik. Schwerpunkte in Forschung und Lehre waren adaptive Softwaresysteme, Multi-Roboter-Systeme und interdisziplinäre Software-Entwicklungsmethoden unter Beachtung der sozialen Einbettung der Technik.
Das Fußballroboter-Team CarpeNoctem des Fachgebiets nahm mit selbst entwickelten autonomen Robotern regelmäßig an internationalen Turnieren in der RoboCup Mid Size League erfolgreich teil.
Geihs war Sprecher des LOEWE-Schwerpunkts Gestaltung technisch-sozialer Vernetzung in situativen ubiquitären Systemen (VENUS) an der Universität Kassel, bei dem sieben Fachgebiete aus unterschiedlichen Disziplinen kooperierten. Außerdem war er Gründungsdirektor des interdisziplinären Wissenschaftlichen Zentrums für Informationstechnikgestaltung (ITeG) an der Universität Kassel, in dem Fachgebiete aus vier verschiedenen Fachbereichen an gemeinsamen Forschungsprojekten arbeiten.
Im Jahr 2000 verbrachte er ein Sabbatical am Microsoft Research Center in Cambridge, Großbritannien. In den Jahren 2004 und 2006 arbeitete er als Gastprofessor an der Universität Pretoria in Südafrika. Weitere Auslandsaufenthalte als Gastwissenschaftler folgten 2011 bei SINTEF in Trondheim (Norwegen), 2014 bei FBK in Trento (Italien), 2016 bei LERO – the Irish Software Research Centre in Limerick und Dublin (Irland) mit einer David Lorge Parnas Fellowship, 2018 am IMT in Lucca (Italien) und 2020 an der Universität Carlos III (UC3M) und am IMDEA Networks Institute in Madrid (Spanien), mit der Auszeichnung „Chair of Excellence“.
Im Jahr 2019 war er Sprecher der Tagungsleitung der Jahrestagung der Gesellschaft für Informatik in Kassel.
Im April 2021 ging Geihs in den Ruhestand. Er arbeitet aber weiterhin wissenschaftlich als Berater und Gutachter für nationale und internationale Forschungsförderungsorganisationen.